# بول غوستاف هاينريش باكمان
بول غوستاف هاينريش باكمان (بالألمانية: Paul Bachmann) (و. 1837 – 1920 م) هو رياضياتي، ومؤرخ الرياضيات، وأستاذ جامعي ألماني، ولد في برلين، توفي في فايمار، عن عمر يناهز 83 عاماً.